# Synagris crassipes
Synagris crassipes är en stekelart som beskrevs av Kohl 1894. Synagris crassipes ingår i släktet Synagris och familjen Eumenidae. Inga underarter finns listade i Catalogue of Life.